# 玉沢村
玉沢村（たまさわむら）は、1954年（昭和29年）まで宮城県栗原郡南東部にあった村。現在の栗原市築館のうち太田・照越・萩沢・八沢・横須賀を冠する各字などにあたる。

## 沿革
- 1875年（明治8年）10月17日 - 水沢県による村落統合にともない、照越村と萩沢村が合併して玉荻（たまおぎ）村が、太田村・八沢村および留場村の一部（横須賀）が合併して太沢村が、それぞれ成立。
- 1889年（明治22年）4月1日 - 町村制施行にともない、玉荻村と八沢村が合併して玉沢村が発足。
- 1947年（昭和22年）8月7日 - 昭和天皇が戦後巡幸で村内を通過（後述）。
- 1954年（昭和30年）8月10日 - 築館町・富野村・宮野村と合併し、新制の築館町となる。

## 行政
- 歴代村長

| 代 | 氏名         | 就任                       | 退任                       | 備考 |
| -- | ------------ | -------------------------- | -------------------------- | ---- |
| 1  | 三塚甚吉     | 1893年（明治26年）4月21日  | 1894年（明治27年）2月21日  |      |
| 2  | 三塚甚平     | 1894年（明治27年）6月1日   | 1896年（明治29年）5月11日  |      |
| 3  | 渋谷仙右衛門 | 1896年（明治29年）6月18日  | 1899年（明治32年）8月28日  |      |
| 4  | 相馬龍左衛門 | 1899年（明治32年）9月21日  | 1899年（明治32年）10月4日  |      |
| 5  | 南条宗三郎   | 1900年（明治33年）10月16日 | 1903年（明治36年）6月28日  |      |
| 6  | 相馬民作     | 1903年（明治36年）8月6日   | 1904年（明治37年）3月2日   |      |
| 7  | 藤田左治郎   | 1904年（明治37年）3月30日  | 1908年（明治41年）3月29日  |      |
| 8  | 曾根喜四郎   | 1908年（明治41年）4月21日  | 1911年（明治45年）4月20日  |      |
| 9  | 三浦茂三郎   | 1911年（明治45年）5月11日  | 1916年（大正5年）5月10日   |      |
| 10 | 南条宗三郎   | 1917年（大正6年）1月27日   | 1919年（大正8年）11月3日   | 再任 |
| 11 | 藤田権四郎   | 1919年（大正8年）12月12日  | 1926年（大正15年）6月2日   |      |
| 12 | 三塚豊治     | 1927年（昭和2年）10月6日   | 1929年（昭和4年）2月15日   |      |
| 13 | 千葉治左衛門 | 1929年（昭和4年）3月4日    | 1932年（昭和7年）8月13日   |      |
| 14 | 相馬宗一郎   | 1932年（昭和7年）8月18日   | 1933年（昭和8年）12月18日  |      |
| 15 | 藤田権四郎   | 1933年（昭和8年）12月28日  | 1937年（昭和12年）11月27日 | 再任 |
| 16 | 曾根斐治     | 1938年（昭和13年）1月10日  | 1946年（昭和21年）12月30日 |      |
| 17 | 白鳥貞策     | 1947年（昭和22年）1月1日   | 1947年（昭和22年）3月1日   |      |
| 18 | 大場松四郎   | 1947年（昭和22年）4月8日   | 1953年（昭和28年）3月31日  |      |
| 19 | 藤田規雄     | 1953年（昭和28年）4月30日  | 1954年（昭和29年）8月9日   |      |

## 産業

### 鉱業
第二次世界大戦の前後に照越鉱山が稼働。東北地方の代表的な亜炭鉱山であった。1947年（昭和22年）に昭和天皇が行幸した際には、天皇が車中から貯炭状況を視察し、鉱山関係者からの奉迎を受けた。